# 모리 (가수)
모리(1999년 5월 7일 ~ )는 대한민국의 가수다. 2020년 싱글 앨범 [Eyes On Me]로 데뷔했다.

## 학력
- 백석예술대학교 실용음악 전문학사

## 방송
- 청춘스타 (2022) - Top108

## 음반
- EYES ON ME (2020)
- Ctrl+C (2020)
- COSMOS (2020)

## 피처링
- 시월십사일 <조금 아팠던 우리의 모습까지도> (2021)
- 원상 <눈이 내리던 어느 날> (2021)
- 임동준 <Dear Santa> (2021)